# Royal Logistic Corps
Il Reale Corpo logistico è un corpo dell'Esercito britannico che fornisce il supporto logistico all'esercito. È il corpo più numeroso dell'Esercito Britannico.

## Storia
Il Reale Corpo Logistico, (RLC), fu fondato lunedì 5 aprile 1993 dall'unione dei seguenti corpi dell'Esercito britannico: 
- Corpo Reale dei Trasporti
- Royal Army Ordnance Corps
- Corpo dei Reali Pionieri
- Army Catering Corps
- Royal Engineers Postali e servizio corrieri.

La RLC comprende sia unità territoriale che regolare.